# 深田恭子
深田 恭子（ふかだ きょうこ、1982年〈昭和57年〉11月2日 - ）は、日本の女優。かつては歌手としても活動していた。本名同じ。愛称は、深キョン（ふかキョン。表記揺れ：フカキョン）、きょーこりん（表記揺れ：恭子りん）。
東京都北区出身。ホリプロ所属。

## 来歴

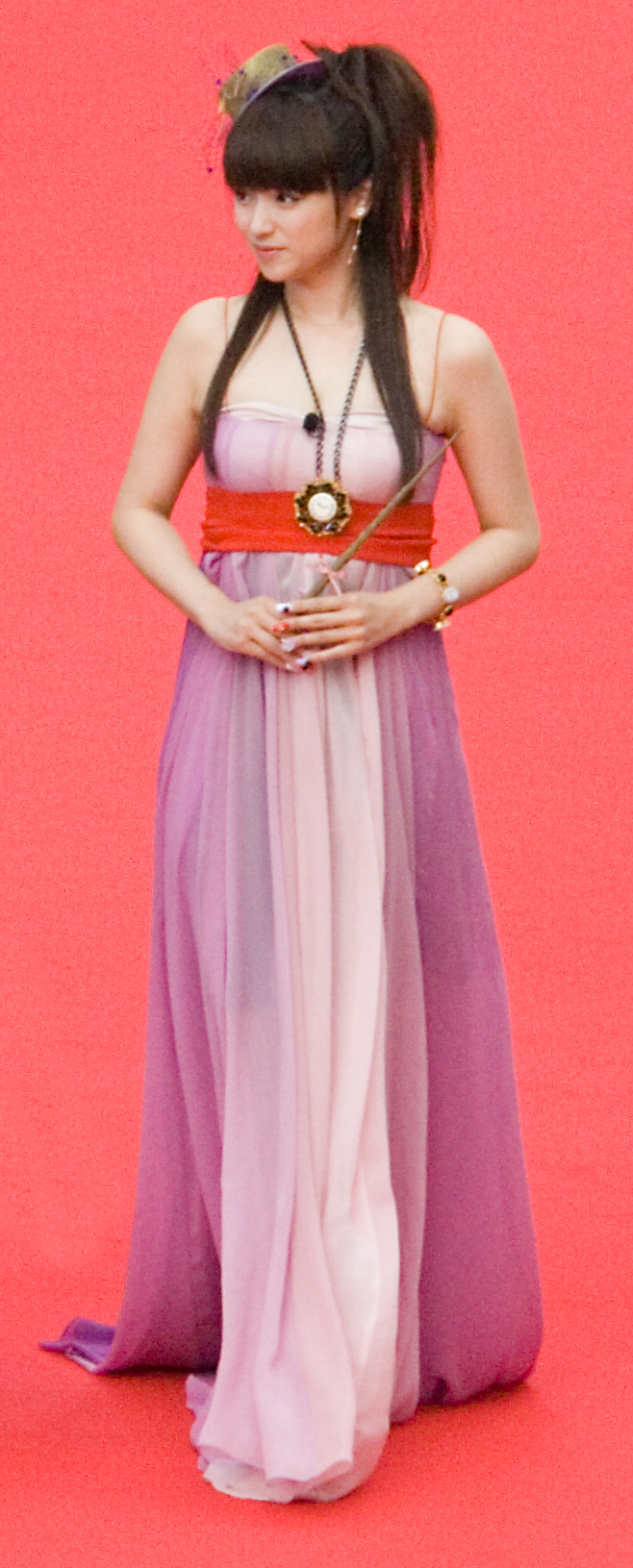
2007年の「ハリー・ポッターと不死鳥の騎士団」ジャパンプレミアにて

1996年、中学2年生の時に歌手・華原朋美に憧れ、第21回ホリプロタレントスカウトキャラバン「PURE GIRLオーディション」で2万人近い応募者の中からグランプリを受賞し、芸能界入り。1997年、ドラマ『海峡』で女優デビュー。
1998年、スカウトキャラバンの出身者を中心に結成されたアイドルユニット「HiP」に参加（翌年夏の「HiP」卒業までラジオ番組やイベントなどに出演）。同年夏に放送された、金城武主演ドラマ『神様、もう少しだけ』でHIVに感染する女子高生を演じ、一躍脚光を浴びた。
1999年、『鬼の棲家』でドラマ初主演。同年5月、レコード会社11社の争奪戦の末、ポニーキャニオンから「最後の果実」をリリースし、歌手デビュー。その後11月にはピアニストとしてミニ・アルバム『Dear…』を発表。
2000年、赤川次郎原作の『死者の学園祭』で映画初主演。主題歌を歌う。
2001年、同級生の加藤あい、上良早紀らとともに堀越高等学校を卒業。
日本の女優として初めて「2003春夏パリ・オートクチュールコレクション」に出演し、デザイナー・桂由美のコーナーの最後で着物風のドレスを着て舞台に立ち、モデルを経験。
2004年、映画『下妻物語』においてロリータ少女・桃子役を演じ、第59回毎日映画コンクール主演女優賞を最年少受賞となったほか複数の賞を受賞。
2005年、主演したドラマ『富豪刑事』神戸美和子役が当たり役となる。また、10月より『新堂本兄弟』で初のバラエティ番組レギュラー出演。
NHK大河ドラマ『天地人』（2009年）で、淀役に抜擢。初めての大河ドラマ出演となる。
初の声優挑戦は映画『アリス・イン・ワンダーランド』（2010年4月公開）の「白の女王」役吹替、アニメ声優としては映画『豆富小僧』（2011年公開）。
NHK大河ドラマ『平清盛』（2012年）でヒロイン・平時子役に出演。
初の舞台は『100万回生きたねこ』（2015年8月）。
適応障害と診断され、治療に専念するため活動を休止することが2021年5月26日に発表された。前年春ごろから体調を崩しがちになったといい、今月に入り、医師から「適応障害」と診断されたという。同社は「これにより当面の間、治療を優先し、お仕事をお休みさせていただきます」とした。また今回の休養により、7月期に出演予定だったフジテレビ系連続ドラマ『推しの王子様』も降板となった。自身のインスタグラムにて2021年9月2日付け、休養を終え活動を再開することを報告。

## 人物
- 6歳年下の妹がおり[22]、甥もいる[23][24]。妹の子供に愛着を抱いており、子供たちとのやりとりをSNSに載せることもある[25]。
- 2歳から始めた水泳が「前世はイルカ[26]（だったかも）」と言う程に大好き。その水泳好き・プール好きな所から公式ファンクラブの名称は自身で「pool」と命名。ドラマ『華麗なるスパイ』、『神様、もう少しだけ』のタイトルバックや「ロッテ・ミントブルー」「キリン氷結ZERO」のCMでも実際に本人が泳いでいる映像が使用されている。また、30歳を過ぎてから趣味でサーフィンもやっている[27]。
- 4歳からピアノを始め[14]、作曲も行う。1999年リリースのピアノアルバム『Dear…』に収録されているタイトル曲と「Into The Light」は自作曲[28]。初バラエティ番組レギュラーとなった『新堂本兄弟』でも、堂本ブラザーズバンドの一員としてピアノを担当している[14]。
- 「前々世はマリー・アントワネット」[26]と自負するほどフランス王妃マリー・アントワネットに憧れていて、2002年にはフジテレビ系特番『深田恭子が行く! 王子様探しの旅・私をベルサイユに連れてって』でフランス行きも果たす[29]。
- インスタグラムもしており、開始して1か月もしないうちにフォロワー100万人を突破した[30]。
- 「色気がすごい女優ランキング」では、吉高由里子や井川遥らを凌ぎ2位を獲得した（TVドラマのクチコミサイト「TVログ（てぃびろぐ）」にて2021年7月に行われ、300人が投票に参加。一位は石原さとみ、三位は吉瀬美智子）[31]。

## 受賞歴
- 1998年
  - 第36回 ゴールデン・アロー賞
    - 最優秀新人賞
    - 放送新人賞

  - エランドール賞 新人賞
  - ベストスマイル・オブ・ザ・イヤー
  - 第18回ザテレビジョンドラマアカデミー賞 助演女優賞（『神様、もう少しだけ』）[32]
  - 第8回TV LIFE年間ドラマ大賞[33] 新人賞（『神様、もう少しだけ』）
- 1999年
  - 第22回ザテレビジョンドラマアカデミー賞 助演女優賞（『to Heart 〜恋して死にたい〜』）[34]
- 2000年
  - 第13回日刊スポーツ映画大賞・石原裕次郎賞 新人賞（『死者の学園祭』）
- 2001年
  - 第24回日本アカデミー賞 新人俳優賞（『死者の学園祭』）
  - 第12回日本ジュエリーベストドレッサー賞 10代部門
  - 第2回ベストスイマー賞
  - 第30回ザテレビジョンドラマアカデミー賞 ベストドレッサー賞（『ファイティングガール』）[35]
- 2002年
  - 第35回ザテレビジョンドラマアカデミー賞 ベストドレッサー賞（『リモート』）[36]
- 2003年
  - 二十歳のベスト・パール・ドレッサー2003
- 2004年
  - 第59回毎日映画コンクール 女優主演賞（『下妻物語』）
  - 第26回ヨコハマ映画祭 主演女優賞（『下妻物語』）
  - 第14回東京スポーツ映画大賞 主演女優賞（『下妻物語』）
- 2005年
  - 第28回日本アカデミー賞 優秀主演女優賞（『下妻物語』）[37]
  - ゆうばり国際ファンタスティック映画祭2005 マックスファクタービューティースピリット賞
  - 第18回DVD&ビデオでーた大賞 ベスト・タレント賞
- 2006年
  - ネイルクイーン2006（女優部門）
- 2009年
  - 第2回ゴールド・メイクアップ賞 モードファッション部門
  - ネイルクイーン2009（女優部門）
  - 第19回東京スポーツ映画大賞 助演女優賞（『ヤッターマン』）
  - 第52回ブルーリボン賞 助演女優賞（『ヤッターマン』）
- 2010年
  - ネイルクイーン2010（女優部門）※殿堂入り[38]
- 2015年
  - 第26回日本ジュエリーベストドレッサー賞（30代部門）[39]
- 2017年
  - VOCE BEST COSMETICS AWARDS 2017 特別賞[40]
- 2019年
  - 第42回日本アカデミー賞 優秀助演女優賞（『空飛ぶタイヤ』）[41]
  - 第100回ザテレビジョンドラマアカデミー賞 主演女優賞（『初めて恋をした日に読む話』）[42]
  - 第29回TV LIFE年間ドラマ大賞[43] 主演女優賞（『初めて恋をした日に読む話』）

## 出演

### テレビドラマ
- 海峡（1997年4月6日 - 27日、NHK BS2）
- FiVE（1997年4月19日 - 6月28日、日本テレビ、【主演：ともさかりえ】） - 淀橋早苗 / 佳苗 役
- それが答えだ!（1997年7月2日 - 9月17日、フジテレビ、水曜劇場、【主演：三上博史】） - 水野和音 役
- ニュースの女（1998年1月7日 - 3月18日、フジテレビ、水曜劇場、【主演：鈴木保奈美】） - 内田亜矢 役
- 神様、もう少しだけ（1998年7月7日 - 9月22日、フジテレビ、【主演：金城武】） - 叶野真生 役（ヒロイン）
- 鬼の棲家（1999年1月12日 - 3月23日、フジテレビ） - 主演・加藤あゆみ 役（※初主演）
- to Heart 〜恋して死にたい〜（1999年7月2日 - 9月17日、TBS、【主演：堂本剛】） - 三浦透子 役（ヒロイン）
- 天国のKiss「第6話」（1999年8月16日、テレビ朝日、【主演：奥菜恵】） - 泉沢美香 役 ※ゲスト出演
- 天国に一番近い男・炎の命がけドラマSP（1999年9月24日、TBS、【主演：松岡昌宏】） - 君島ヒカル 役
- そして、友だち（2000年1月8日、テレビ朝日） - 主演・田村優 役
- イマジン（2000年1月11日 - 3月21日、関西テレビ、【W主演・黒木瞳】） - 主演・飯島有羽 役
- フードファイト（2000年7月1日 - 9月16日、日本テレビ、【主演：草彅剛】） - 田村麻奈美 役（ヒロイン）
- ドラマSP チームTEAM（2000年11月、フジテレビ、【主演：草彅剛】） - 館野由貴 役
- 17年目のパパへ（2001年1月3日、TBS） - 主演・辻沢仁子 役
- ストロベリー・オンザ・ショートケーキ（2001年1月12日 - 3月16日、TBS、【主演：滝沢秀明】） - 入江唯 役（ヒロイン）
- 世にも奇妙な物語 （2001年 - 、フジテレビ）
  - 春の特別編 「友達登録」（2001年4月5日） - 主演・西嶋小百合 役
  - 秋の特別編 「採用試験」（2002年10月3日） - 主演・96番 役
  - 秋の特別編 「死後婚」（2008年9月23日） - 主演・羽馬ひより 役
  - '16秋の特別編 「捨て魔の女」（2016年10月8日） - 主演・土岐田栞 役[44]
- ファイティングガール（2001年7月4日 - 9月19日、フジテレビ） - 主演・吉田小夜子 役
- フレンズ（2002年2月4・5日、TBS） - 主演・浅井智子 役
- First Love（2002年4月17日 - 6月26日、TBS、【主演：渡部篤郎】） - 江沢夏澄 役（ヒロイン）
- 黒い十人の女（2002年9月21日、フジテレビ） - 四村塩 役
- 負け組キックオフ（2002年10月4日、テレビ朝日） - 主演・葛西淳子 役
- リモート（2002年10月12日 - 12月14日、日本テレビ）[45] - 主演・彩木くるみ 役
- おとうさん（2002年10月13日 - 12月22日、TBS、日曜劇場、【主演：田村正和】） - 進藤恵（四女） 役
- ふたり 私たちが選んだ道（2003年8月23日、日本テレビ、24時間テレビスペシャルドラマ、【主演：長瀬智也】） - 鎌形睦美 役（ヒロイン）[46]
- ハコイリムスメ!（2003年10月7日 - 12月9日、関西テレビ、【W主演：飯島直子】） - 主演・古森灯 役
- 彼女が死んじゃった。（2004年1月17日 - 3月13日、日本テレビ、【主演：長瀬智也】） - 石井玲子 役（ヒロイン）
- 農家のヨメになりたい（2004年5月24日 - 6月21日、NHK、月曜ドラマシリーズ） - 主演・吉川和子 役
- 南くんの恋人（2004年7月8日 - 9月16日、テレビ朝日、木曜ドラマ、【W主演：二宮和也】） - 主演・堀切ちよみ 役
- Xmasなんて大嫌い（2004年12月13日 - 16日、日本テレビ） - 主演・栗原冬海 役
- 年末時代劇 徳川綱吉 イヌと呼ばれた男（2004年12月28日、フジテレビ、【主演：草彅剛】） - 松子 役
- 富豪刑事シリーズ（2005年 - 2006年、朝日放送・テレビ朝日） - 主演・神戸美和子 役
  - 富豪刑事（2005年1月13日 - 3月17日）
  - 富豪刑事デラックス（2006年4月21日 - 6月23日）
- 和田アキ子 特別企画ドラマ ザ・介護番長（2005年4月7日、TBS、【主演：和田アキ子】） - かおる 役
- 幸せになりたい!（2005年7月14日 - 9月15日、TBS、【W主演・松下由樹】） - 主演・浅田ひかり 役
- ウメ子（2005年12月5日、TBS） - 主演・太田みよ 役
- 赤い奇跡（2006年4月9・10日、TBS） - 主演・関口輪子 役
- 大奥スペシャル〜もうひとつの物語〜（2006年12月29日、関西テレビ・フジテレビ） - 主演・おまん（三枝ゆき） 役
- 私の頭の中の消しゴム（2007年3月13日、日本テレビ） - 主演・香野可菜 役
- 山おんな壁おんな（2007年7月5日 - 9月20日、フジテレビ、【主演・伊東美咲】） - 毬谷まりえ 役
- 君がくれた夏〜がんばれば、幸せになれるよ〜（2007年8月18日、日本テレビ、24時間テレビスペシャルドラマ、【主演：滝沢秀明】） - 木崎トキコ 役
- 生きる（2007年9月9日（日）、テレビ朝日系列、【主演：松本幸四郎】） - 小田切サチ 役
- ガリレオ「第7話」（2007年11月26日、フジテレビ、【主演：福山雅治】） - 菅原静子 役 ※ゲスト出演
- 蒼い瞳とニュアージュ（2007年11月25日（日）、WOWOW） - 主演・一ノ瀬恵梨香 役
- 未来講師めぐる（2008年1月11日 - 3月14日、テレビ朝日、金曜ナイトドラマ） - 主演・吉田めぐる 役
- 学校じゃ教えられない!（2008年7月15日 - 9月16日、日本テレビ） - 主演・相田舞 役
- 天地人（2009年1月4日 - 11月22日、NHK、大河ドラマ、【主演：妻夫木聡】） - 淀 役
- 黒部の太陽（2009年3月21,22日、フジテレビ、【主演：香取慎吾】） - 川口文子 役
- 華麗なるスパイ（2009年7月18日 - 9月26日、日本テレビ、【主演：長瀬智也】） - ドロシー 役（ヒロイン）
- まっすぐな男（2010年1月12日 - 3月16日、関西テレビ、【主演：佐藤隆太】） - 栗田鳴海 役（ヒロイン）
- 夏の恋は虹色に輝く「最終話」（2010年9月20日、フジテレビ、【主演：松本潤】） - 持永アリサ 役 ※ゲスト出演
- セカンドバージン（2010年10月12日 - 12月14日、NHK、【主演：鈴木京香】） - 鈴木万理江 役[47]
- 幻夜（2010年11月21日 - 2011年1月16日、WOWOW） - 主演・新海美冬 役[48]
- 専業主婦探偵〜私はシャドウ（2011年10月 - 12月、TBS） - 主演・浅葱芹菜 役[49]
- 平清盛（2012年1月 - 12月、NHK、大河ドラマ、【主演：松山ケンイチ】） - 平時子 役（ヒロイン）[50]
- TOKYOエアポート〜東京空港管制保安部〜（2012年10月 - 12月、フジテレビ） - 主演・篠田香織 役[51]
- 危険なカンケイ（2013年7月1日 - 2023年9月30日配信終了、BeeTV） - 主演・伊月楓 役
- 名もなき毒（2013年7月8日 - 9月16日、TBS、【主演：小泉孝太郎】） - 梶田聡美 役（ヒロイン）[52]
- ほんとにあった怖い話 夏の特別編2013「影の暗示」（2013年8月17日、フジテレビ） - 主演・遠山美和 役
- 今日の日はさようなら（2013年8月24日、日本テレビ、24時間テレビスペシャルドラマ、【主演：大野智】） - 大久保由里子 役[53]
- サイレント・プア（2014年4月8日 - 6月3日、NHK、ドラマ10） - 主演・里見涼 役[54]
- キャビンアテンダント刑事〜ニューヨーク殺人事件〜（2014年7月7日、フジテレビ） - 主演・斉藤美穂 役[55]
- テレビ未来遺産“終戦69年”ドラマ特別企画 遠い約束〜星になったこどもたち〜(2014年8月25日、TBS） - 松原喜代美 役
- 女はそれを許さない（2014年10月21日 - 12月23日、TBS） - 主演・岩崎麗 役（寺島しのぶとダブル主演）[56]
- セカンド・ラブ（2015年2月6日 - 3月20日、テレビ朝日、金曜ナイトドラマ、【主演：亀梨和也】） - 西原結唯 役（ヒロイン）[57]
- ダメな私に恋してください（2016年1月 - 3月、TBS） - 主演・柴田ミチコ 役[58]
- 下剋上受験（2017年1月 - 3月、TBS、【主演：阿部サダヲ】） - 桜井香夏子 役[59]
- ハロー張りネズミ（2017年7月14日 - 9月15日、TBS、【主演：瑛太】） - 四俵蘭子 役（ヒロイン）[60]
- 隣の家族は青く見える（2018年1月18日 - 3月22日、フジテレビ） - 主演・奈々 役[61]
- 初めて恋をした日に読む話（2019年1月15日 - 3月19日、TBS） - 主演・春見順子 役[62]
- 永遠のニシパ 〜北海道と名付けた男 松浦武四郎〜（2019年6月7日[注 2]、NHK総合） - リセ 役[63]
- ルパンの娘（2019年 - 、フジテレビ） - 主演・三雲華 役[64]
  - 第1シリーズ（2019年7月11日 - 9月26日）
  - 第2シリーズ（2020年10月15日 - 12月10日）[65]
- 18/40〜ふたりなら夢も恋も〜（2023年7月11日 - 9月12日、TBS） - 主演・成瀬瞳子 役（福原遥とダブル主演）[66]
- 初恋DOGs（2025年7月1日 - 、TBS） - 宮瀬優香 役[67]

### 映画
- 新宿少年探偵団（1998年4月、松竹、監督：淵井正文） - 夢野美香 役
- リング2（1999年1月、東宝、監督：中田秀夫） - 沢口香苗 役
- 死者の学園祭（2000年8月、東映、監督：篠原哲雄） - 主演・結城真知子 役
- 東京★ざんすっ（2001年2月、東映） 第3話「約束」（監督：ケリー・チャン） - 主演
- Dolls（2002年10月、松竹、監督：北野武） - 山口春菜 役
- 陰陽師II（2003年10月、東宝、監督：滝田洋二郎） - 藤原日美子 役
- 阿修羅のごとく（2003年11月、東宝、監督：森田芳光） - 四女・陣内咲子 役
- 下妻物語（2004年5月、東宝、監督：中島哲也） - 主演・竜ヶ崎桃子 役
- 天使（2006年1月、松竹、監督：宮坂まゆみ） - 主演・天使 役[68]
- 犬神家の一族（2006年12月、東宝、監督：市川崑） - 女中・はる 役
- ヤッターマン（2009年3月、松竹 / 日活、監督：三池崇史） - ドロンジョ 役
- ウルルの森の物語（2009年12月、東宝、監督：長沼誠） - 生野千恵 役
- 恋愛戯曲 〜私と恋におちてください。〜（2010年9月、ショウゲート、監督：鴻上尚史） - 主演・谷山真由美 役
- こちら葛飾区亀有公園前派出所 THE MOVIE 〜勝どき橋を封鎖せよ!〜（2011年8月、松竹、監督：川村泰祐） - 沢村桃子 役[69]
- セカンドバージン（2011年9月、松竹、監督：黒崎博） - 鈴木万理江 役
- 夜明けの街で（2011年10月、角川映画、監督：若松節朗） - 仲西秋葉 役
- ステキな金縛り（2011年10月、東宝、監督：三谷幸喜） - 前田くま 役
- ワイルド7（2011年12月、ワーナー・ブラザース映画、監督：羽住英一郎） - 本間ユキ 役
- ルームメイト（2013年11月、監督：古澤健） - 西村麗子 役
- 偉大なる、しゅららぼん（2014年3月8日公開、東映、監督：水落豊） - 日出清子 役
- 超高速!参勤交代（2014年6月21日公開、松竹、監督：本木克英） - お咲 役
  - 超高速!参勤交代 リターンズ（2016年9月10日公開、松竹、監督：本木克英） - お咲 役[70]
- ジョーカー・ゲーム（2015年1月31日公開、東宝、監督：入江悠） - リン 役[71]
- 空飛ぶタイヤ（2018年6月15日公開、松竹、監督：本木克英） - 赤松史絵 役[72][73]
- ルパンの娘（2021年10月15日公開、東映、監督：武内英樹） - 主演・三雲華 役
- はたらく細胞（2024年12月13日公開、ワーナー・ブラザース映画、監督：武内英樹） - 肝細胞 役[74]

### 舞台
- 100万回生きたねこ（2015年8月15日 - 30日、東京芸術劇場 / 10月2日 - 4日、シアターBRAVA!） - 主人公・白いねこ 役[75]

### 音楽番組
- ありがとう尾崎豊 リクエストで甦る永遠の詩（1998年4月、NHK BS2） - 司会アシスタント
- 新堂本兄弟（2005年10月 - 2011年3月、フジテレビ）[14]
- 第60回NHK紅白歌合戦（2009年12月31日、NHK、ゲスト審査員）

### ドキュメンタリー
- スーパープレミアム「日仏友好160年 とことんフランス!魅惑の5時間SP」（2018年9月15日、NHK BSプレミアム） - メインパーソナリティー[76]
- とことんフランス!深田恭子のジャポニスム2018（2018年9月24日、NHK総合）[77]

### バラエティ番組
- アイドル王（1997年4月1日、TBS）
- きょーこ先生の空想保健室（2011年7月11日 - 14日、NHK教育）

### ラジオ番組
- ラジオ深夜便インタビュー・スペシャル（NHKラジオ第1、2012年6月5日、※6月4日深夜）
- HIPHOPパラダイス（文化放送）
- 深田恭子 IN MY ROOM（ニッポン放送、2000年10月 - 2002年3月）

### 配信ドラマ
- A2Z（2023年2月3日、Amazon Prime Video） - 主演・澤野夏美 役[78][79]

### ゲームソフト
- ユーラシアエクスプレス殺人事件（1998年、エニックス） - 土井原早苗 役
- いぬ会社DS（2009年、サイバーフロント） - 主人公 役　※声の出演

### テレビアニメ
- ヤッターマン（2008年、読売テレビ） - 本人役 ※実写版とのタイアップ

### 劇場アニメ
- 豆富小僧（2011年4月、ワーナー・ブラザース映画、監督：杉井ギサブロー） - 主人公・豆富小僧 役
- それいけ!アンパンマン ふわふわフワリーと雲の国（2021年6月、東京テアトル、監督：川越淳） - フワリー 役[80]

### 吹き替え
- アリス・イン・ワンダーランド（2010年4月、ウォルト・ディズニー・ピクチャーズ、監督：ティム・バートン） - 白の女王（アン・ハサウェイ）の声
  - アリス・イン・ワンダーランド/時間の旅（2016年7月、ウォルト・ディズニー・ピクチャーズ、監督：ジェームズ・ボビン）[81]

### CM
- 王子製紙 ネピア
- ロッテ ガーナチョコレート、ミント・ブルー、キシリトールガム・ピンク など
- NTT東日本
- 資生堂 シーブリーズ （CM出演時の発売元：ブリストルマイヤーズスクイブ）
- 角川書店 角川文庫'99夏の名作150
- サントリー
  - 「デカビタC」
  - 「なっちゃんスムージー」
  - 「ケロッグ飲む朝食フルーツグラノラ」（2015年4月 - ）[82]
- テレビ朝日 世界水泳福岡2001※声の出演
- 日清食品「日清Spa王」（2002年）[83]
- NTTドコモ関西（2002年12月 - ）[84]
- コーセー ファシオ
- ロート製薬 Cキューブ シリーズ
- 晴れ着の丸昌
- 明治生命（現：明治安田生命）
- メナード化粧品（2005年 - ）
  - 「フェアルーセント薬用コンセントレートホワイト」
  - スキンケアブランド「薬用リシアル EX」（2005年6月 - ）[85]
  - 美白ブランド シリーズ「フェアルーセント」 ※松坂慶子と共演
  - 企業CM （2008年 - ）
  - フェイシャルサロンCM （2009年 - ）
- キリン チューハイ氷結（2008年 - 2011年）
- 江崎グリコ
  - 日本縦断グリコワゴン（2010年12月 - ）[86]
  - 「ビスコ」（2017年3月 - ）[87]
  - 「じゃんけんグリコ2020」（2020年2月 - ）[88]
- グリコ乳業「ドロリッチ」（2011年10月 - ）
- 大塚製薬「ポカリスエットイオンウォーター」（2013年4月 - ）[89]
- 大東建託「いい部屋ネット」（2013年7月 - ）[5]
- ダイハツ工業「ミライース」（2014年7月 - ）
- 日清紡ホールディングス（2015年4月 - ）[90]
- アリナミン製薬「アリナミンA」（2015年12月 - ）[91]
- 外為どっとコム（2016年）[92]
- スポーツくじBIG（2016年4月 - ）[93]
- UQコミュニケーションズ「UQモバイル」（2016年10月 - ）[94]
- サッポロビール「ヱビス 華みやび」（2017年3月 - ）[95][96] ※WEB動画も公開[97]
- 4K8K推進キャラクター（2018年）[98]
- ニチレイフーズ
  - 「切れてる！サラダチキン」（2018年7月 - ）[99]
  - 「本格炒め炒飯」
    - 「ゴロゴロ焼豚女子」篇（2019年4月15日 - ）[100]
    - 「具材ゴロゴロ」篇（2019年9月12日 - ） [101]
    - 「早口言葉」篇（2020年3月23日 -  ）[102]

  - 「極上ヒレかつ」（2020年3月18日 -  ）[103]
- 東京ガス「東京ガスの電気」（2018年7月 - ）[104]
- パーソルキャリア「doda」（2018年10月 - ）[105]
- キリンビバレッジ
  - 「午後の紅茶 ザ・マイスターズ ミルクティー」（2019年3月 - ）[106]
  - 「午後の紅茶 ミルクティー 微糖」（2022年4月 - ）[107]
- 横浜ゴム「ヨコハマタイヤ」(2020年1月16日 - ）[108]
- ユニクロ「スマートパンツ」（2020年8月 - ）[109]
- 西日本シティ銀行「キャッシュエース」（2021年2月 - ）[110]
- C4 Connect「放置少女〜百花繚乱の萌姫たち〜」
  - 「美しい世界へ」篇（2021年4月29日 - ）[111]
  - 「放置されてもあなたのために」篇（2021年12月24日 - ）[112]
- 青森みちのく銀行（2024年12月までは青森銀行・青森ローカル）

### 音声ガイド
- 「NHK大河ドラマ50年特別展「平清盛」（2012年）江戸東京博物館、広島県立美術館など

## 作品

### その他
|              | 発売日        | タイトル                                 | 規格 | 規格品番   | レーベル                                 | 備考 |
| ------------ | ------------- | ---------------------------------------- | ---- | ---------- | ---------------------------------------- | --- |
| 朗読アルバム | 2005年8月24日 | 日本昔ばなし〜フェアリーストリーズ 第3巻 | CD   | COCX-33343 | コロムビアミュージックエンタテインメント | ホリプロ45周年・TOKYO-FM35周年を記念した、ホリプロ所属タレント総出演による朗読番組『フェアリー・ストーリーズ』（2005年4月 - ）をCD化した企画アルバムの第3巻（全10巻）。2番目の「雪女のおくりもの」を朗読。 |

### Video & DVD
|  | 発売日                       | タイトル                                                                         | 規格    | 規格品番              | レーベル                           | 備考 |
|  | ---------------------------- | -------------------------------------------------------------------------------- | ------- | --------------------- | ---------------------------------- | ---- |
|  | 1998年12月18日 1999年1月20日 | for me                                                                           | VHS DVD | PCVE-10873 PCBE-00001 | ポニーキャニオン                   |      |
|  | 1999年2月17日 1999年3月17日  | to me                                                                            | VHS DVD | PCVE-10884 PCBE-00003 | ポニーキャニオン                   |      |
|  | 1999年12月17日               | for you                                                                          | VHS DVD | PCVG-10640 PCBG-00086 | ポニーキャニオン                   |      |
|  | 2001年6月20日                | to you                                                                           | VHS DVD | PCVG-10756 PCBG-50202 | ポニーキャニオン                   |      |
|  | 2002年11月2日                | 二十歳記念盤 深田恭子 「時間の国のアリス」                                       | VHS DVD | PIVS-7416 PIBW-7153   | パイオニアLDC                      |      |
|  | 2002年11月2日                | 二十歳記念盤 深田恭子 「素顔の国のアリス」                                       | VHS DVD | PIVS-7417 PIBW-7154   | パイオニアLDC                      |      |
|  | 2002年11月2日                | 二十歳記念盤 深田恭子 「時間の国のアリス」&「素顔の国のアリス」 プレミアムセット | DVD     | PIBW-7155             | パイオニアLDC                      |      |
|  | 2003年12月17日               | 女優ノンフィクション The Lost Treasure 同潤会アパート〜記憶の継承〜              | DVD     | PCBE-50799            | ポニーキャニオン                   |      |
|  | 2004年5月21日                | 深田恭子 in 下妻物語 メイキングDVD                                               | DVD     | ASBY-2490             | アミューズソフトエンタテインメント |      |
|  | 2006年1月14日                | 深田恭子「天使」になる方法 メイキングDVD                                         | DVD     | BIBJ-5884             | ハピネット・ピクチャーズ           |      |

## 書籍
- フォト&エッセイ WATER LOVING（2000年5月、主婦と生活社、ISBN 4-391-12436-X）撮影：舞山秀一
- ビジュアルブック 深田恭子 in 死者の学園祭（2000年6月、角川書店、ISBN 4-04-853233-2）
- アゴなしゲンとオレ物語通算122話（2001年1月・12月、講談社、ヤンマガKCスペシャル8巻所収）

### 写真集
- プール（1998年7月25日、リトル・モア、撮影：徳永彩）ISBN 4-947648-76-7
- COLORS（1998年12月、学習研究社、撮影：木村晴）ISBN 4-05-401014-8
- AVENIR（2001年5月、学習研究社、撮影：木村晴）[26]ISBN 4-05-401407-0
- friends（2002年1月25日、集英社、撮影：細野晋司）ISBN 4-08-780345-7
- KYOKO8203（まるごと深田恭子BOOK）（2003年4月4日、集英社、撮影：細野晋司）ISBN 4-08-780374-0
- 深田恭子in下妻物語（2004年5月、ぴあ）ISBN 4-8356-0937-9
- 深田恭子meets天使(映画『天使』Photo Making Book)（2006年1月、祥伝社）ISBN 4-396-46009-0
- 25才（2008年11月1日、角川ザテレビジョン、撮影：ND CHOW）ISBN 978-4-04-895034-3
- KYOKO TOKYO PIN-UP GIRL（2009年2月20日、ワニブックス、撮影：MiuraKenji）ISBN 978-4-8470-4161-7
- EXOTIQUE（2010年11月2日、ワニブックス、撮影：レスリー・キー）ISBN 978-4-8470-4326-0
- 月刊 NEO 深田 恭子（2011年2月8日、イーネット・フロンティア、撮影：鶴田直樹）ISBN 978-4-86205-826-3
- Blue Moon（2012年11月24日、ワニブックス）ISBN 978-4-8470-4505-9
- (un)touch（2014年3月13日、講談社、撮影：アンディ・チャオ）[115]ISBN 978-4-06-218916-3
- Down to earth（2014年12月10日、ワニブックス、撮影：アンディ・チャオ）[116] ISBN 978-4-8470-4693-3
- This Is Me（2016年7月23日、集英社、編集：MAQUIA）ISBN 978-4-08-780789-9[117]
- AKUA（2016年7月23日、集英社、編集：週刊プレイボーイ、撮影：ND CHOW）ISBN 978-4-08-780794-3[117]
- Reflection（2016年11月12日、集英社）ISBN 978-4-08-780803-2 [118]
- palpito（2017年12月20日、講談社、撮影：中村和孝）[7][119]ISBN 978-4-06-220885-7
- Blue Palpitations（2018年9月20日、講談社、撮影：中村和孝）[120]ISBN 978-4-06-513637-9
- Brand new me（2020年5月13日、集英社、撮影：中村和孝）ISBN 978-4-08-790009-5[121]
- AO（2025年8月6日、集英社、撮影：ND CHOW）ISBN 978-4-08-790206-8